# Escala Scoville

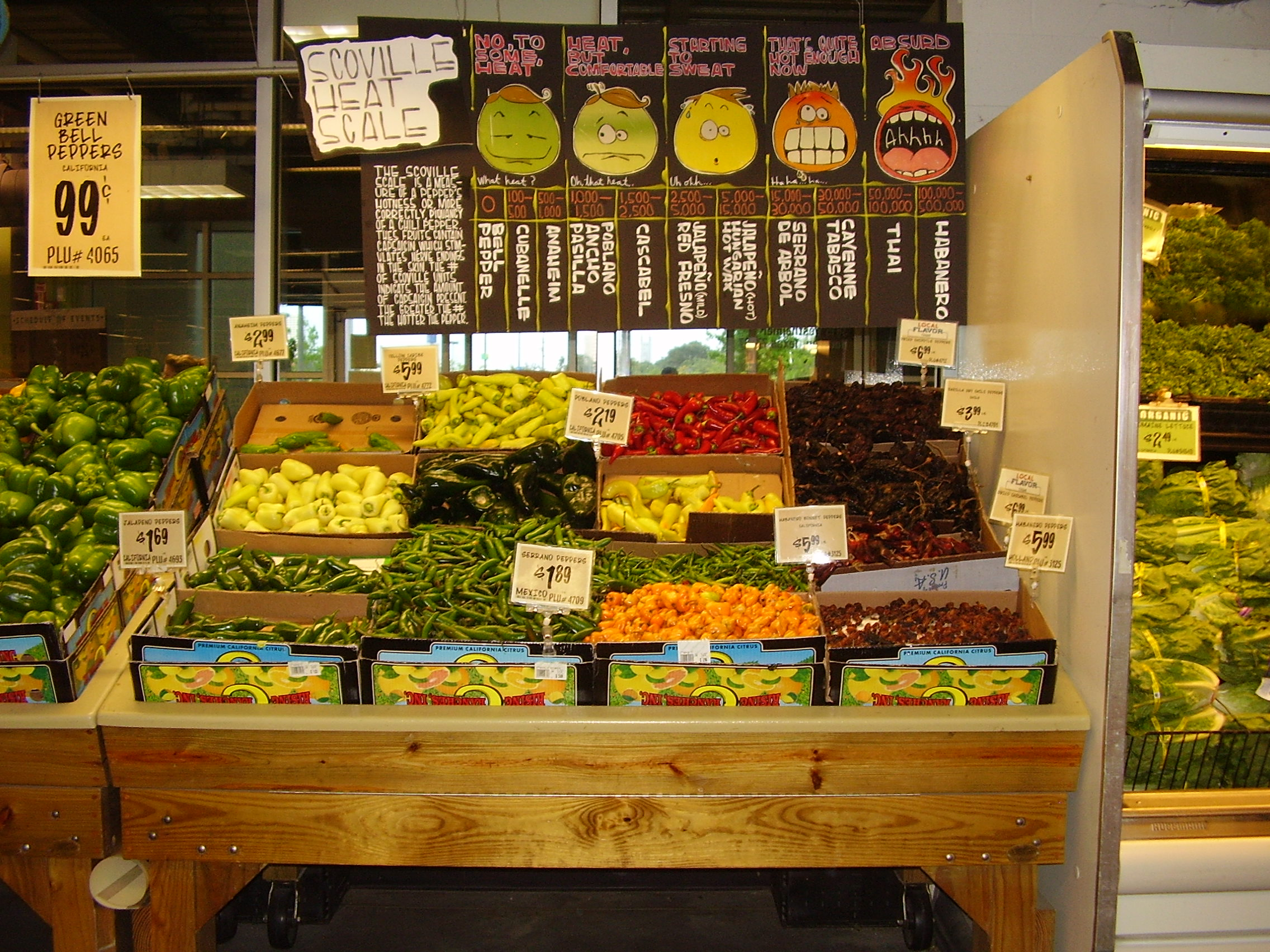
Mostrador con chiles picantes a la venta, con la escala Scoville - H-E-B Central Market, Houston.

La escala Scoville (/skoˈvɪl/) es una medida del picor o pungencia en los chiles (también conocidos, según la región, como guindillas, chiles o pimientos). Estos frutos de plantas, del género Capsicum, contienen capsaicina, componente químico que estimula el receptor térmico en la piel, especialmente las membranas mucosas. El número de unidades Scoville (SHU, del inglés Scoville heat units) indica la cantidad presente de capsaicina. Muchas salsas picantes usan la escala Scoville para publicitarse en los centros comerciales.[cita requerida]

## Procedimiento

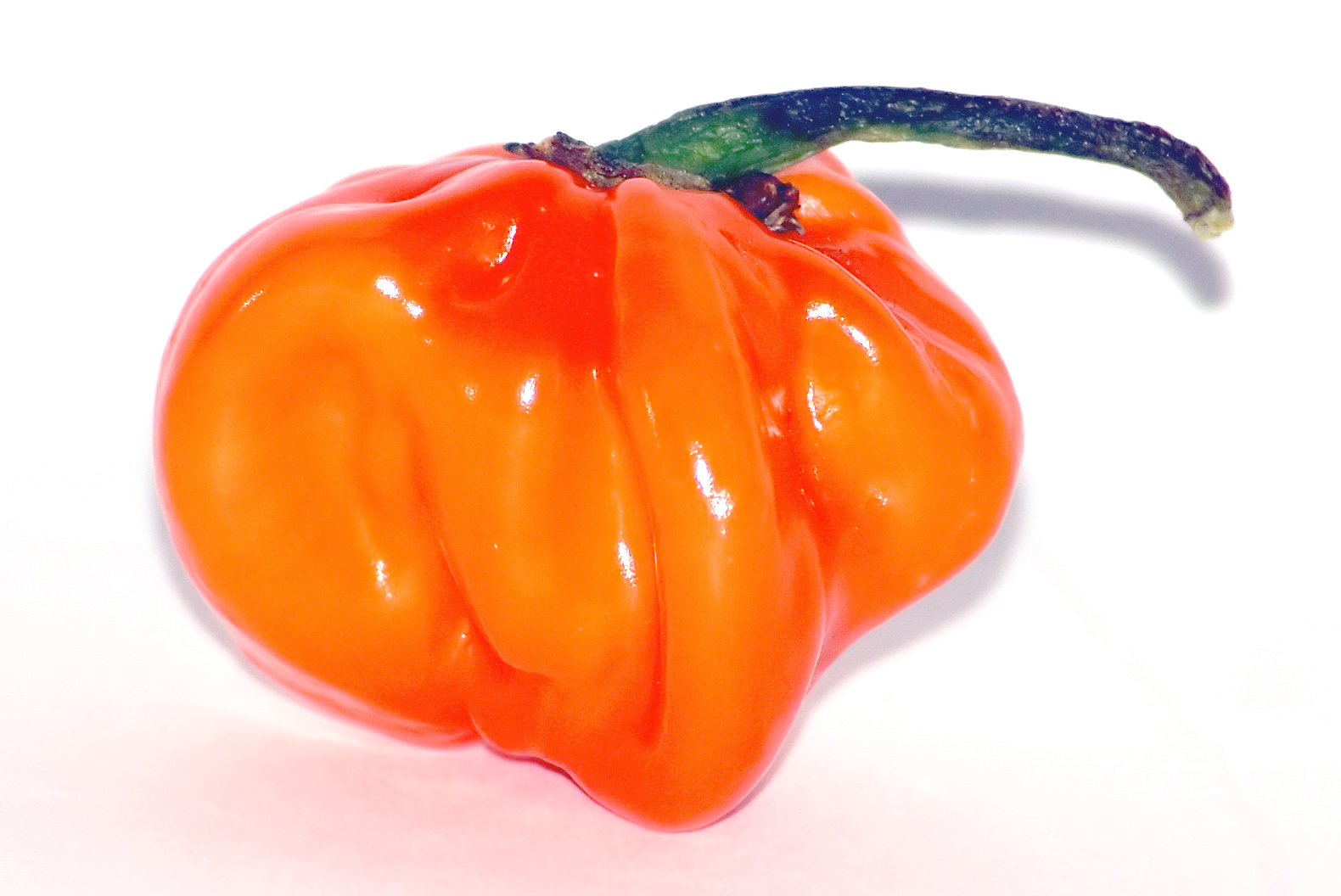
El chile habanero, uno de los pimientos más picantes, perteneciente al género Capsicum. Muchos habaneros oscilan entre las 200 000–300 000 SHU. La variedad Red Savinas puede llegar a las 580 000 SHU.

Esta escala debe su nombre a Wilbur Scoville, quien puso a punto el examen organoléptico de Scoville en 1912. Para realizar este examen se diluye una solución del extracto del chile en agua azucarada hasta que el picante ya no puede ser detectado por un comité de examinadores, habitualmente cinco; el grado de disolución del extracto da su medida en la escala. Así, un chile dulce, que no contiene capsaicina, tiene cero en la escala de Scoville. Con los chiles más picantes, como el chile habanero, se obtiene un grado de 300 000 o más. Esto indica que el extracto se diluyó 300.000 veces o más antes de que la capsaicina fuese indetectable. La gran debilidad de este método recae en su imprecisión, puesto que la prueba está sujeta a la subjetividad humana.

## Escala
El grado de picor de cualquier pimiento, tal y como se muestran en la escala en "unidades Scoville", es impreciso, debido a que las propias especies tienen variaciones —que pueden cambiar en un factor de 10 o incluso más— en función del cultivo, del clima o incluso del terreno de cultivo (esto es especialmente cierto en el caso de los habaneros). Las imprecisiones descritas en los métodos de medida contribuyen a la inexactitud de los valores. Cuando se interpreta un cociente de la escala se debe tener esto en mente.
| Unidades Scoville     | Tipo de chiles                                                                                     |
| --------------------- | -------------------------------------------------------------------------------------------------- |
| 15 000 M              | Resiniferatoxina                                                                                   |
| 5 550 M               | Tiniatoxina                                                                                        |
| 15 - 16 M             | Capsaicina pura                                                                                    |
| 2 800 000 - 3 180 000 | Pepper X                                                                                           |
| 1 900 500 - 2 480 000 | Dragon's Breath                                                                                    |
| 1 569 300 - 2 220 000 | Carolina Reaper                                                                                    |
| 1 300 000-2 000 000   | Naga Viper, Trinidad Scorpion Butch T                                                              |
| 855 000 - 1 041 427   | Naga Jolokia, Pod Chaguanas, ají Fantasma                                                          |
| 350 000 - 580 000     | Habanero Savinas Roja                                                                              |
| 100 000 - 350 000     | Scotch Bonnet, chile dátil                                                                         |
| 100 000 - 200 000     | Ají locoto o rocoto, "chile manzano" o "chile de cera"; ají jamaicano picante, Piri piri.          |
| 50 000 - 100 000      | Ají thai, Ají malagueta, chile chiltepín, chile piquín, alegrías riojanas                          |
| 30 000 - 50 000       | Pimienta roja o de cayena, ají amarillo, chile tabasco, calabrese, algunos tipos de chile chipotle |
| 10 000 - 23 000       | Chile serrano, chile de árbol, algunos tipos de Ají chipotle                                       |
| 5000 - 15 000         | Chile campana                                                                                      |
| 5000 - 8000           | Variedad de Nuevo México del chile Ánaheim, chile húngaro de cera, guindilla amarilla alargada     |
| 2500-5000             | Chile jalapeño, Pimiento de Padrón                                                                 |
| 1500 - 2500           | Ají rocotillo, Salsa Sriracha                                                                      |
| 1000 - 1500           | Chile poblano                                                                                      |
| 1000 - 2500           | Ají Ánaheim                                                                                        |
| 200 - 1000            | Pimiento, Pepperoncini, Pimiento banana, guindilla de Ibarra                                       |
| 0                     | Pimiento verde                                                                                     |

## Literatura
- Collins, Margaret: Measuring chili pungency, NMSU Guide H-237, New Mexico State University, 1994.
- Scoville, Wilbur L.: (Titel unbekannt) in The Journal of the American Pharmacists Association, Volume 1, 1912, Seiten 453-454.
- Ritesh Mathur, R. S. Dangi, S. C. Dass and R. C. Malhotra: The hottest chilli variety in India (pdf) in Current Science, Vol. 79, N.º 2, August 2000.

- Datos: Q207047
- Multimedia: Scoville scale / Q207047